# Легке повітряне судно

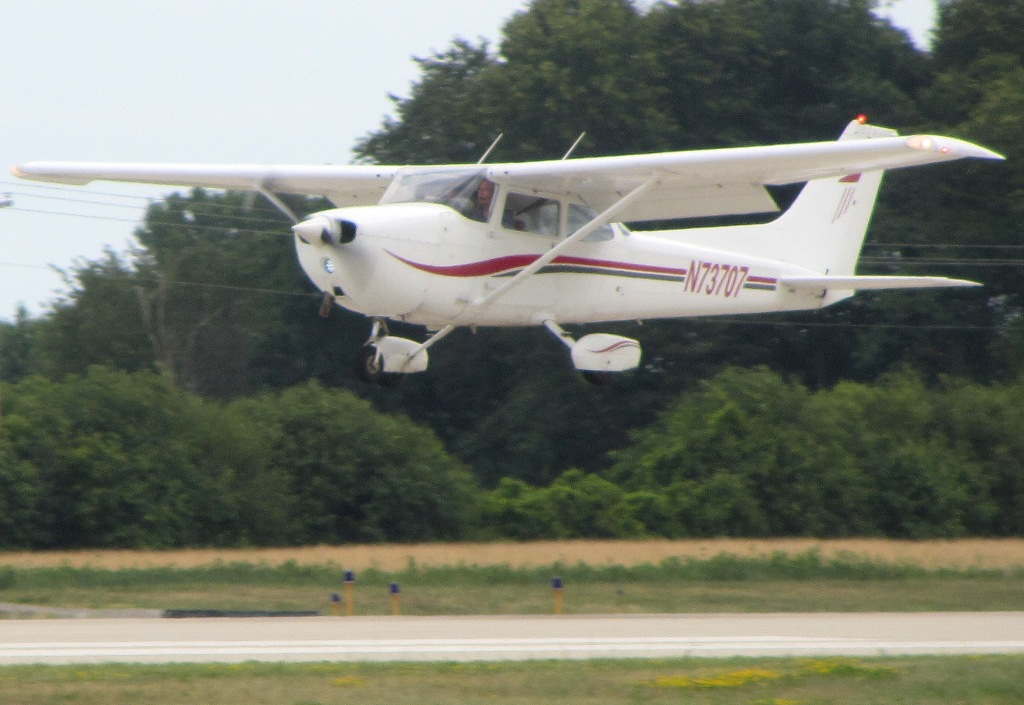
Типовий легкий літак: Cessna 172

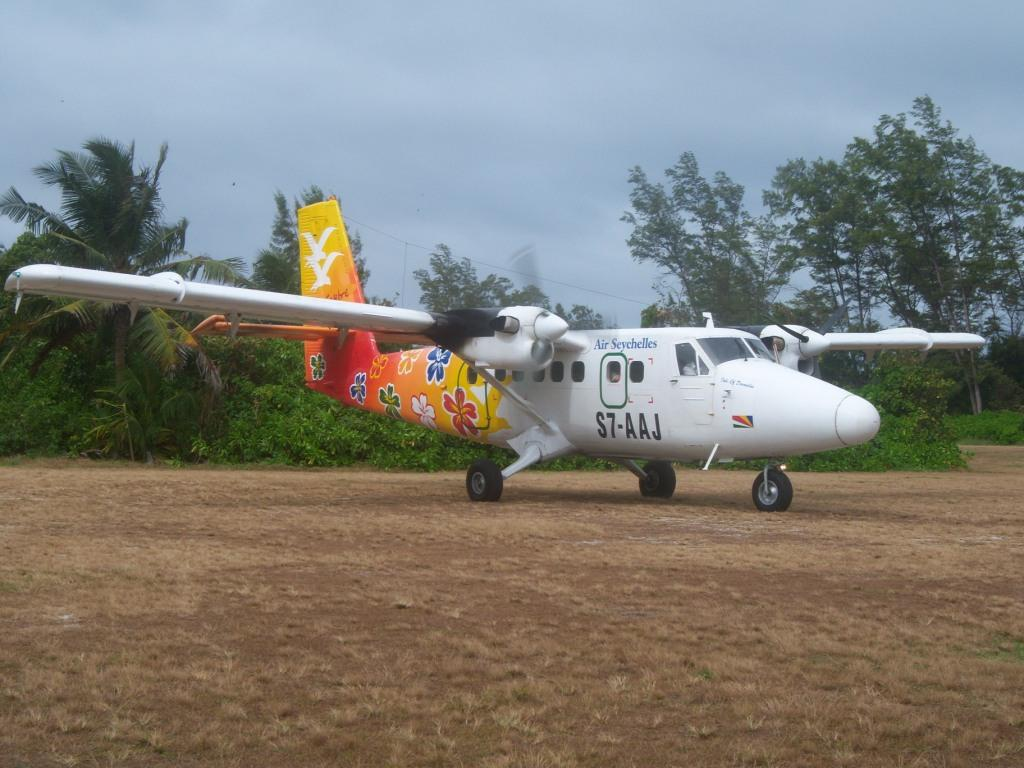
З максимальною загальною злітною вагою 12 500 фунтів DHC-6 Twin Otter є прикладом верхньої межі категорії легких літаків.

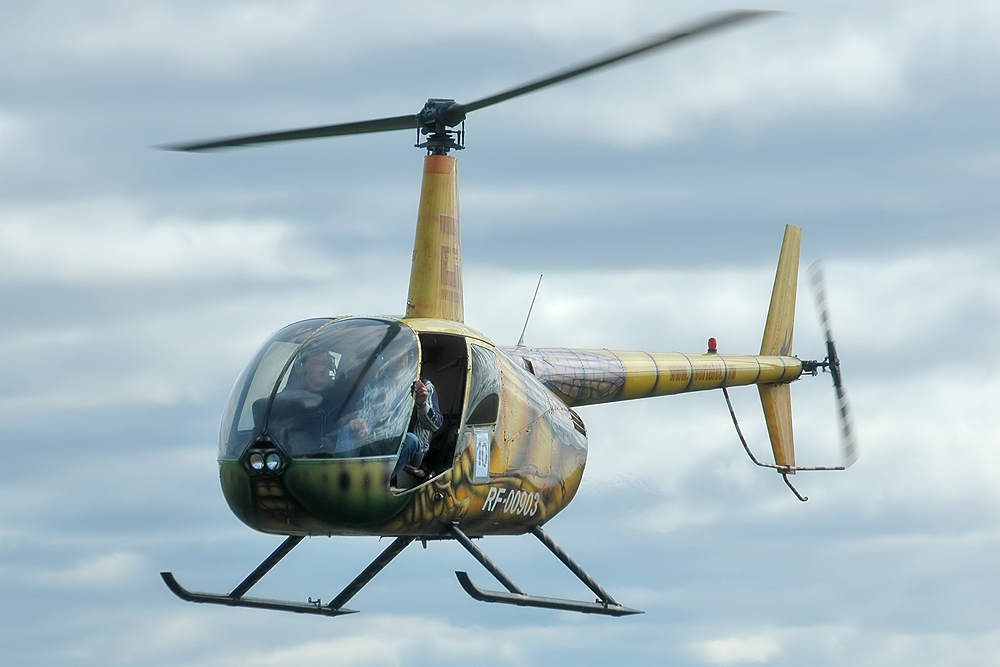
Легкий гелікоптер Robinson R44

Легке повітряне судно — це повітряне судно, максимальна злітна маса якого становить 5700 кг в Україні (12500 фунтів в США) або менше.
До легких повітряних суден відносяться легкі літаки, вертольоти, автожири, планери, дельтаплани, параплани тощо.

## Історія
Після закінчення Першої світової війни демобілізовані пілоти почали використовувати літаки для роботи в повітрі: фотозйомка, моніторинг. Велика кількість літаків із військових операцій забезпечила дешевий і простий спосіб потрапити в цивільну авіацію. Наприкінці 1920-х років нові компанії почали пропонувати вдосконалені літаки, зокрема із закритими салонами. Економлячи час і витрати на персонал, бізнес-авіація була народжена в Сполучених Штатах, щоб доставляти людей туди, куди авіакомпанії не літають і де подорож автомобілем або потягом займає надто багато часу.
Після Другої світової війни зростання попиту на особисті та службові літаки породило термін «авіація загального призначення» для опису всіх польотів, які не підпадають під категорію військового або регулярного повітряного транспорту. Такі виробники, як Mooney, Piper, Cessna та Beechcraft у Сполучених Штатах становлять основу виробництва легкої авіації. Виробники двигунів, такі як Lycoming і Continental, розробили надійні, ефективні поршневі двигуни. Масове виробництво використовувало двигуни потужності від 50 до 150 кВт, а потім версії з турбонаддувом до більшої більше 200 кВт.
Легка авіація неймовірно популярна у Сполучених Штатах. У 2018 році приблизно 25 мільйонів годин нальоту було виконано 167 000 сертифікованими літаками, 10 000 гелікоптерами та 34 000 експериментальними літаками.

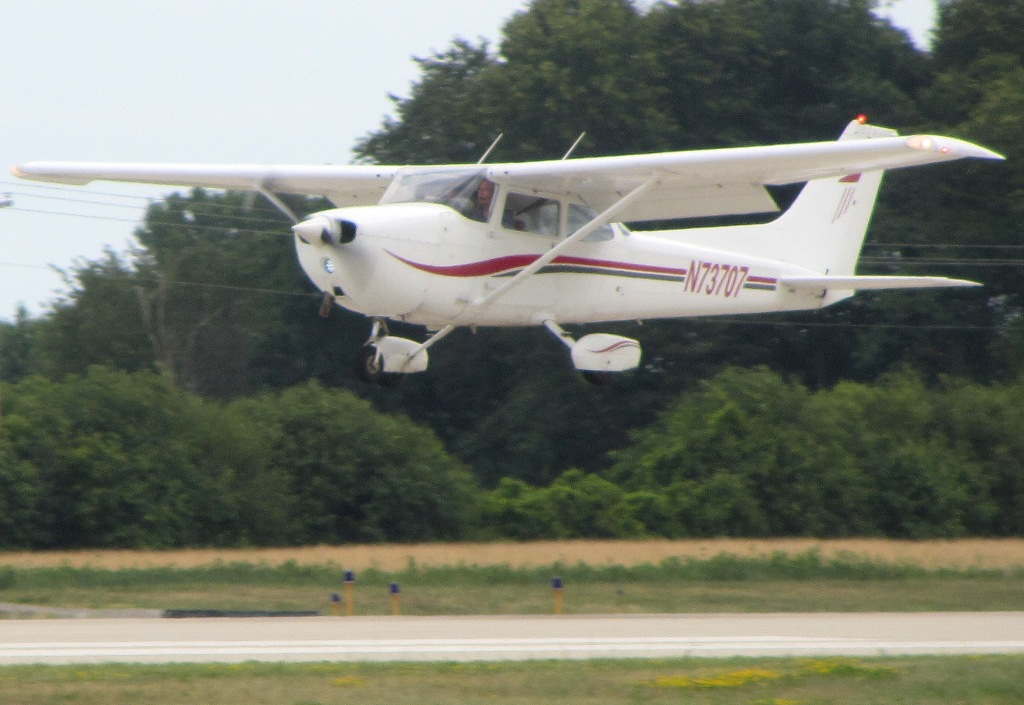
Перший сертифікований електроліт Pipistrel Velis Electro

Нові типи літаків, що поєднують композитну конструкцію, дизельний двигун, парашут і скляну кабіну, оновили ринок з 2000-х років, наприклад Cirrus у Сполучених Штатах, Diamond в Австрії.
Словенський виробник Pipistrel сертифікував перший легкий електричний літак у 2020 році.
У 2022 році було вироблено 17 електролітаків, 1507 поршневих літаків і 582 турбінних.
Сучасні легкі літаки досить економічні, для прикладу поширений літак Diamond DA40, котрий може перевозити 4 людини зі швидкістю 230 км/год, споживає менше ніж 9 літрів дизельного палива на 100 км шляху (або 5,5 галонів на годину польоту при 125 вузлах).

## Схожі терміни
В цивільній авіації виділяються також суміжні поняття:
- дуже легке повітряне судно — повітряне судно, яке має не більше двох місць, включно з місцями екіпажу, та максимальну злітну масу не більше ніж 750 кг. Для дуже легкого гвинтокрила максимальна злітна маса — не більше ніж 600 кг.
- надлегке повітряне судно — повітряне судно, яке має не більше двох місць, включно з місцями екіпажу, та максимальну злітну масу не більше ніж 450 кг (для варіантів гідро- і спецпризначення із встановленим обладнанням — 495 кг);

## Використання
Легкі літаки використовуються як допоміжні літаки в комерційних цілях для пасажирських і вантажних перевезень, туризму, аерофотографування, наприклад моніторингу трубопроводів, легких вантажних перевезень, регіональних пасажирських перевезень. Легкі літальні апарати використовуються також в маркетингових цілях, наприклад для буксирування банерів і надписів, а також для навчання польотам та в спортивних цілях. Більшість особистих літаків — це легкі літаки, найпопулярнішим в історії був Cessna 172. А найпопулярнішими в сучасній історії є літак Cirrus SR22 і гелікоптер Robinson R44. Більшість гідролітаків також належать до категорії легких літаків.